# Głuchów (powiat kielecki)
Głuchów – wieś w Polsce położona w województwie świętokrzyskim, w powiecie kieleckim, w gminie Raków.
Do końca 2015 roku miejscowość nosiła nazwę Stary Głuchów.
W latach 1975–1998 miejscowość administracyjnie należała do województwa kieleckiego.

## Części wsi
| SIMC    | Nazwa      | Rodzaj    |
| ------- | ---------- | --------- |
| 0266005 | Błonie     | część wsi |
| 0266011 | Granice    | część wsi |
| 0266028 | Piaski     | część wsi |
| 0266034 | Podwąsosie | część wsi |

## Dawne części wsi – obiekty fizjograficzne
W latach 70. XX wieku przyporządkowano i opracowano spis lokalnych części integralnych dla Starego Głuchowa zawarty w tabeli 1.

| Nazwa wsi – miasta  | Nazwy części wsi – miasta                    | Nazwy obiektów fizjograficznych – charakter obiektu |
| ------------------- | -------------------------------------------- | --- |
| I. Gromada KORZENNO |                                              | |
| 1. Stary Głuchów    | 1. Błonie 2. Granice 3. Piaski 4. Podwąsosie | 1. Błonie — pole 2. Kwiatek — pastwisko 3. Las Woźniaków — lasek 4. Pilarskie — pastwisko 5. Pod Świerczem — pole, pastwisko 6. Porąbczyna — łąka 7. Poręby — łąka 8. Stara Wieś — pole 9. Świńska Krzywda — pastwisko 10. Wiszowiec — łąka |